# Zhuanxu
Zhuanxu (chiń. 顓頊) – pradawny władca chiński należący do grupy pięciu legendarnych cesarzy z okresu Wu Di. Według tradycji konfucjańskiej panował w latach 2513-2435 p.n.e., był synem Huang Di i następcą Shaohao. 
W prastarych wierzeniach chińskich uznawany jest za władcę północnej części świata. Stoczył zwycięską walkę z Gonggongiem o panowanie nad światem. Wierzono iż był ojcem licznych demonów zsyłających choroby, m.in. Wanglianga oraz że do sprawowania władzy wykorzystywał siły nadprzyrodzone, znacznie pogłębił wiedzę w zakresie astronomii, dał początek muzyce i udoskonalił system kalendarzowy.